# Jean-Gabriel Eynard

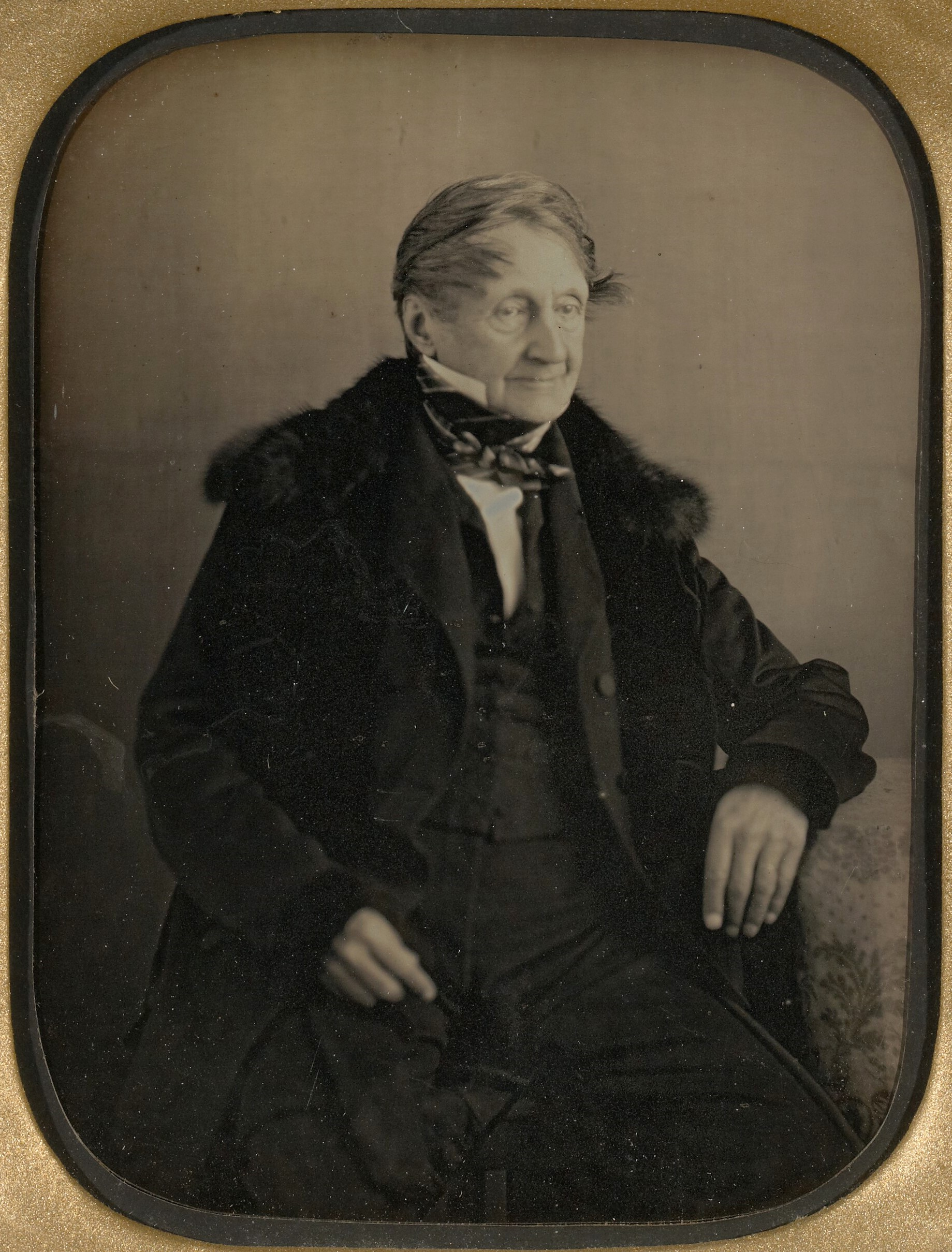
Vermutlich ein Selbstporträt

Jean-Gabriel Eynard (* 28. Dezember 1775 in Lyon; † 5. Februar 1863 in Genf; griech. Ιωάννης-Γαβριήλ Εϋνάρδος: Ioannis-Gavriil Eynardos) war ein Schweizer Bankier, Philhellene und Fotograf der Avantgarde.

## Biografie

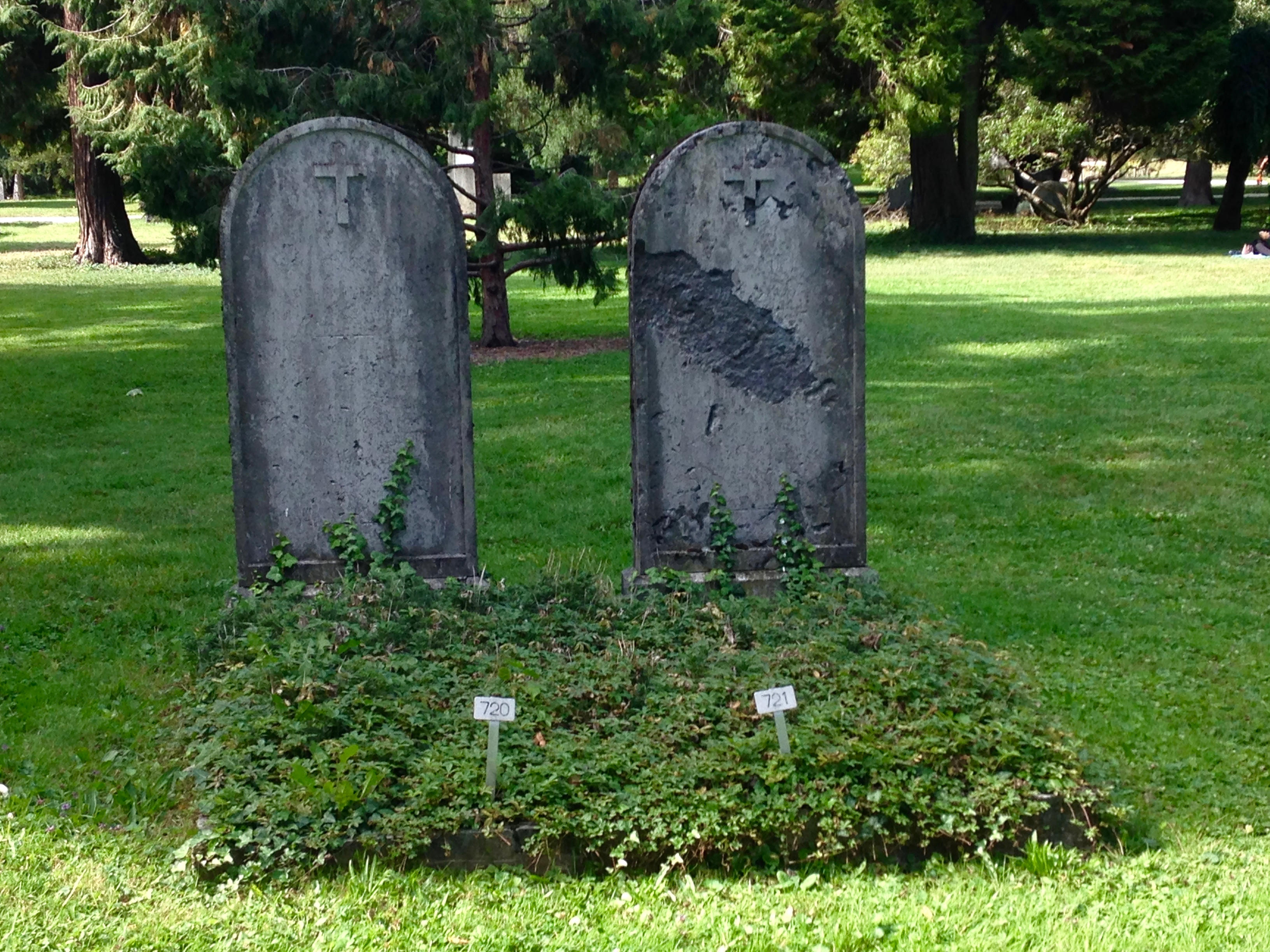
Grab von Jean-Gabriel Eynard auf dem Cimetière des Rois

Eynard wurde am 28. Dezember 1775 in Lyon geboren. Bereits 1686 war seine Familie in den Adelskreis der Stadt Genf aufgenommen worden. Er liess sich in Genua nieder und wurde Generaltabaksteuerpächter des Königreichs von Etrurien und privater Berater der Königin von Etrurien und der Grossherzogin der Toskana. 1819 kehrte er sehr vermögend nach Genf zurück. 1814 nahm er am Wiener Kongress teil, wo er auch den Grafen Kapodistrias kennenlernte, mit dem ihm seitdem eine Freundschaft verband. Fortan engagierte er sich als Philhellene und nach Kapodistrias Tod war er massgeblich an der 1841 erfolgten Gründung und dem Aufbau der Nationalbank von Griechenland beteiligt. Diese fungierte bis zum Jahre 1928 auch als Staatsbank. Die Bank geriet 1847 in Bedrängnis, als englische Bankiers auf die vorzeitige Rückzahlung eines Kredits bestanden, um sich Vorteile herauszupressen. Eynard zahlte daraufhin 500.000 Goldfranken aus seiner Privatkasse. Seit 1839 beschäftigte er sich auch mit der Fotografie und führte die Daguerreotypie in der Schweiz ein.
Jean-Gabriel Eynard wurde auf dem Cimetière des Rois beerdigt.

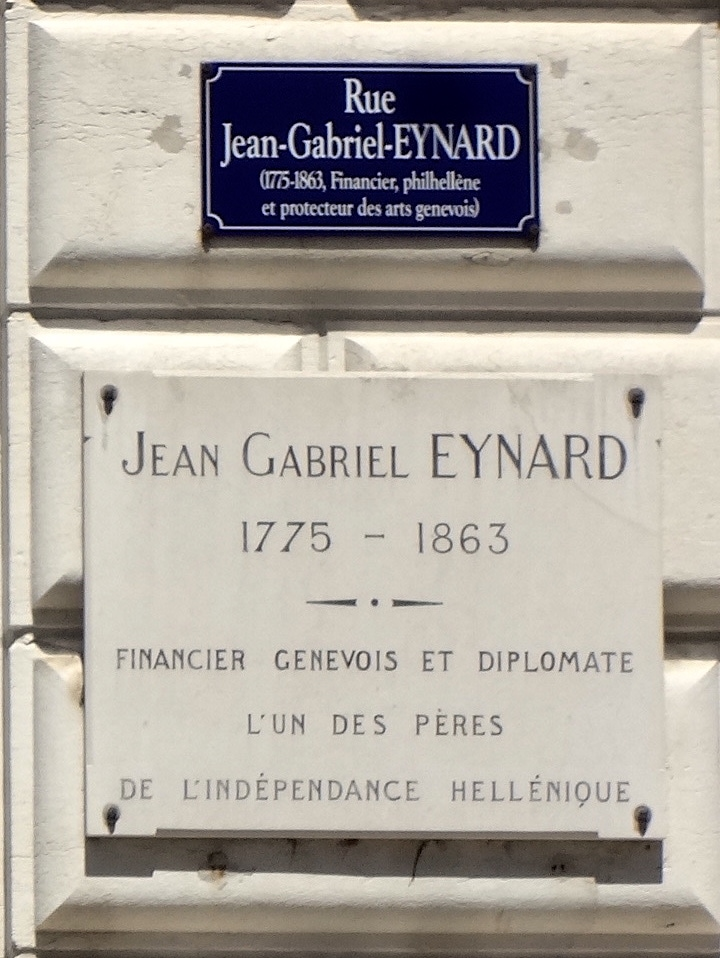
Strassenschild, Jean-Gabriel-Eynard

## Gedenken
Das Hauptgebäude sowie die Stiftung der Nationalbank von Griechenland tragen seinen Namen, ebenso ist eine Strasse in Athen nach ihm benannt. Im Stadthaus in Genf (ehemals Palais Eynard) und im Nationalgarten in Athen ist je eine Büste von Eynard aufgestellt. Sein fotografischer Nachlass befindet sich im Schweizerischen Landesmuseum Zürich.
Am 4. Mai 1908 wurde in Genf das Denkmal für Eynard an der Promenade de Bastion eingeweiht. Die Büste schuf Auguste de Niederhäusern und das Denkmal die Architekten Alphonse Laverrière und Eugène Monod.
Nach Eynard wurde in Genf eine Strasse benannt.